# Notation en jonglerie
Pour les articles homonymes, voir notation.
Une notation en jonglerie est le fait de transcrire sur un support la description d’un mouvement de jonglerie afin de pouvoir le conserver, le diffuser et l’interpréter de manière différée.
On confond souvent notations et siteswap qui est la première à avoir été inventée. Au-delà de leurs aspects pratiques, les notations permettent par exemple à des programmes informatiques de générer et d’animer virtuellement toute figure de jonglerie imaginable. Cet outil créatif s’est répandu à travers la toile et constitue aujourd’hui la base de notations comparable au solfège en musique.

## Historique

Fontaine à dix balles.

Les notations de jonglerie sont récentes comparées à l’histoire des notations du mouvement en danse. Elles apparaissent au début des années 1980 avec l’avènement de l’informatique et des groupes de discussion. C’est à cette époque que les jongleurs « scientifiques » ont cherché à mettre sur pied un système de notation pour modéliser et décrire les figures de jonglerie. Des figures « plus facilement réalisées que décrites » : bien qu’il puisse être facile d’apprendre un mouvement donné et de l’exécuter devant les autres, il est souvent plus difficile de le transmettre par la parole ou par écrit. Plusieurs systèmes de notation basés sur des diagrammes et des chiffres permettent de résoudre ce problème de communication.
Claude Shannon fut certainement un des pionniers en ce sens, il est à l’origine de la première équation de la jonglerie reliant le nombre d’objets, le nombre de mains ainsi que différentes portions du temps de vol des objets.
La première notation du jonglage asynchrone apparaît sous la forme de diagrammes dit « en échelle ». Très proche des diagrammes d’espace-temps utilisé en physique et de la théorie des nœuds, il amène Bruce Tiemann à poser solidement les bases d’une notation nouvelle mathématique pour la jonglerie durant l’été 1991 : le vanilla siteswap (siteswap vanille).. Plusieurs théories viennent rapidement se greffer à cette notation siteswap pour l’enrichir, parmi elles on peut citer :
- la notation multi mains (MHN) d’Ed Carstens en 1992 qui étend la notation vanille du siteswap asynchrone ainsi que le synchrone à une notation permettant d’aller jusqu’à décrire de la polyrythmie.
- la notation MMSTD (Mills’ Mess State Transition Diagram) de Mike Day qui décrit le croisement des bras.
- la théorie des figures autour du corps de Denis Paumier en 2001.
- les graphes de transition d’état, et leur version réduits en 2002[réf. nécessaire].

## Contraintes physiques, règles mathématiques
Un objet en vol libre subit les effets la gravitation ce qui fait de la jonglerie une source d’étude dans de nombreux domaines de la physique : problème à N corps, balistique extérieure, mouvement, collision, rebond, déformation élastique, frottement, dynamique de rotation et spin, stabilisation de système dynamique, équilibre, robotique. Les notations de jonglerie découlent de l’étude de ces contraintes matérielles physiques régissant la pratique des disciplines de la jonglerie (essentiellement aérienne et à rebond).
La plupart des notations ne tiennent pas compte de la forme des objets. Elles se passent d’un grand nombre de contraintes physiques et sont ainsi utilisées pour décrire la manipulation d’objets variés. Le fait que chaque objet lancé retombe à un moment précis permet de séquencer la position et l’ordre des lancers et réceptions des objets à chaque temps. Pour décrire les mouvements de jonglerie, cette contrainte spatio-temporelle suffit à construire un langage formel simple à partir d’un ensemble de règles mathématiques.
La notation siteswap, la plus répandue, sert d’exemple aux mathématiciens en théorie des groupes, des graphes, des nœuds, en analyse combinatoire, essentiellement à cause de ses notions étudiables à l’infini. L’aspect heuristique des notations permet de répertorier machinalement l’ensemble des séquences possibles. À son échelle, le jongleur qui pratique peut devenir plus créatif. Il peut composer et inventer de nouvelles figures en combinant les différentes notations existantes.

## Des notations variées
Parmi les notations décrivant uniquement la succession des lancers, on peut distinguer deux types principaux :
- Les notations graphiques : il s’agit essentiellement de diagrammes, conçus pour se représenter intuitivement les séquences (diagrammes en échelle et diagrammes de cause) ou pour répertorier l’ensemble des séquences et des transitions (diagrammes d’état).

- Les notations algébriques : il s’agit principalement du siteswap (asynchrone ou synchrone) et de ses dérivés, mais aussi de la notation multi-main (dite mhn de l’anglais multi hand notation) ou du beatmap.

Les aspects graphiques et algébriques ne sont distincts que du point de vue de la présentation, en réalité ils sont complémentaires, chacun servant à l’élaboration de l’autre.
D’autres notations répertorient l’interaction des lancers avec le corps :
- Le diagramme transition-état du Mills Mess (Mills Mess State Transition Diagramm, MMSTD) décrit les croisements des bras.

- La notation des figures autour du corps (bodytricks theory) décrit les figures dans lesquelles les objets traversent différentes zones du corps.

D’autres notations sont spécifiques à des disciplines particulières, ainsi l’Extended Bounce Notation (EBN) décrit les différentes trajectoires utilisées dans la jonglerie à rebond.
Certaines notations sont complémentaires, ainsi on peut caractériser une figure en décrivant la succession des lancers par une séquence algébrique et l’interaction avec le corps à l’aide d’une notation adaptée à cet aspect.

## Notation des figures de jonglerie autour du corps
La notation des figures autour du corps (bodytricks theory en anglais) est utilisée en jonglerie pour noter les lancers et réceptions mettant en jeu divers zones et plans du corps. Elle a été introduite par Denis Paumier en 2001. En combinant un petit nombre de syllabes élémentaires, elle permet ainsi de composer un mot simple décrivant un lancer complexe.

### Principes de la notation
Par souci d’économie dans la notion, la théorie des figures autour du corps considère le jongleur selon deux dimensions, pour délimiter 3 zones fondamentales notées par une syllabe :
- ac (arm-crane) pour l’espace entre le bras et la tête ;
- al (arm-leg) pour l’espace entre le bras et la jambe ;
- bol (both legs) pour l’espace entre les jambes.

Pour différencier les côtés, on rajoute un opérateur :
- op (opposite) lorsque l’on parle de la zone du côté opposé à la main qui lance.

Ainsi pour noter un lancer, on note simplement dans l’ordre toutes les zones traversées par la balle. Un moyen simple est de se représenter le jongleur comme un dessin sur une feuille de papier, il suffit alors de noter tous les trous que l’on doit faire pour simuler le lancer.

### Exemples
- Un lancer croisé derrière le dos (backcross) sera noté alopac : la balle sort par l’espace entre le bras qui lance et la jambe (al), passe derrière le dos puis traverse l’espace entre la tête et le bras opposé (opac).
- Un lancer derrière la tête sera noté acopac.
- Un lancer décroisé par-dessus l’épaule de l’arrière vers l’avant (shoulder throw) sera noté alac.

### Rapports avec les autres notations
La notation des figures autour du corps précise le type des lancers et est ainsi compatible avec toutes les notations décrivant la succession des lancers, le siteswap étant le plus communément utilisé. On peut ainsi écrire 4<acal>41, 441<alopal>, 441<alopac>, 53<acal>1. Elle peut également accompagner des notations décrivant d’autres aspects des trajectoires comme l'Extended Bounce Notation EBN (notation de rebond étendue) qui distingue les différentes trajectoires utilisées dans la jonglerie à rebond, ainsi : 6s3<acopal>3<alopac>, 5b5b2q<albol>…
À l’exception du MMSTD, limité aux croisements de bras et aux figures de type Mills Mess, il n’existe pas à l’heure actuelle d’autre terminologie fixe pour décrire les lancers autour du corps. La plupart du temps on utilise la terminologie anglaise, elle-même flottante et non systématique. Sans être incompatible avec le MMSTD (on peut ainsi écrire le Mills Mess 3<out acal>3<opalac>3 en rajoutant out pour les lancers extérieurs), la notation des figures autour du corps est moins efficace dans le domaine spécifique des croisements de bras étant donné qu’elle ne distingue pas entre lancers intérieurs et extérieurs et qu’elle ne permet pas de construire des diagrammes de transition entre les différents états de croisement.

### Limites de la notation
Dans son effort de simplification, la notation des figures autour du corps exclut certains aspects :
- Elle ne rend compte que des figures où un objet traverse les zones formées entre les différentes parties du corps et est ainsi inapplicable à celles où c’est le corps qui traverse l’objet. Elle ne permet pas, par exemple, de noter de nombreuses figures autour du corps spécifiques aux anneaux.

- Elle ne fait pas la différence entre une balle portée et une balle lancée, les zones pouvant être traversées aussi bien par la main qui porte la balle que par la balle seule.

- Elle ne définit pas la position du corps lors du lancer. Un simple lancer sous la jambe avec la jambe levée sera ainsi noté albol, de la même manière qu’un albert ou un trebla qui obligent à garder les deux pieds au sol.